# Lijst van rivieren in Kaapverdië
Dit is een lijst van rivieren en beken in Kaapverdië In deze lijst zijn de rivieren en beken  gegroepeerd naar eiland.
Boa Vista
- Ribeira do Rabil

Santiago

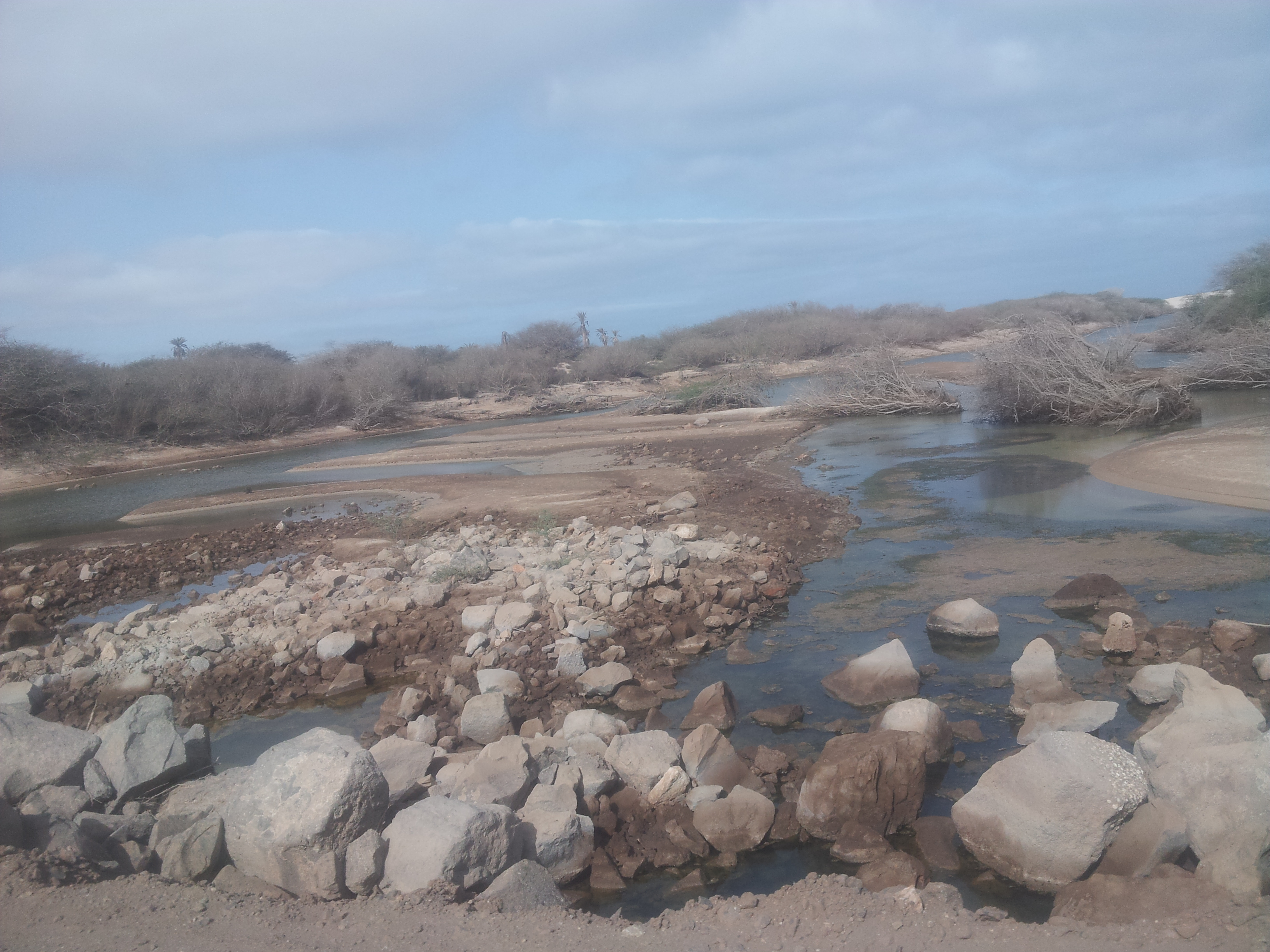
Ribeira do Rabil

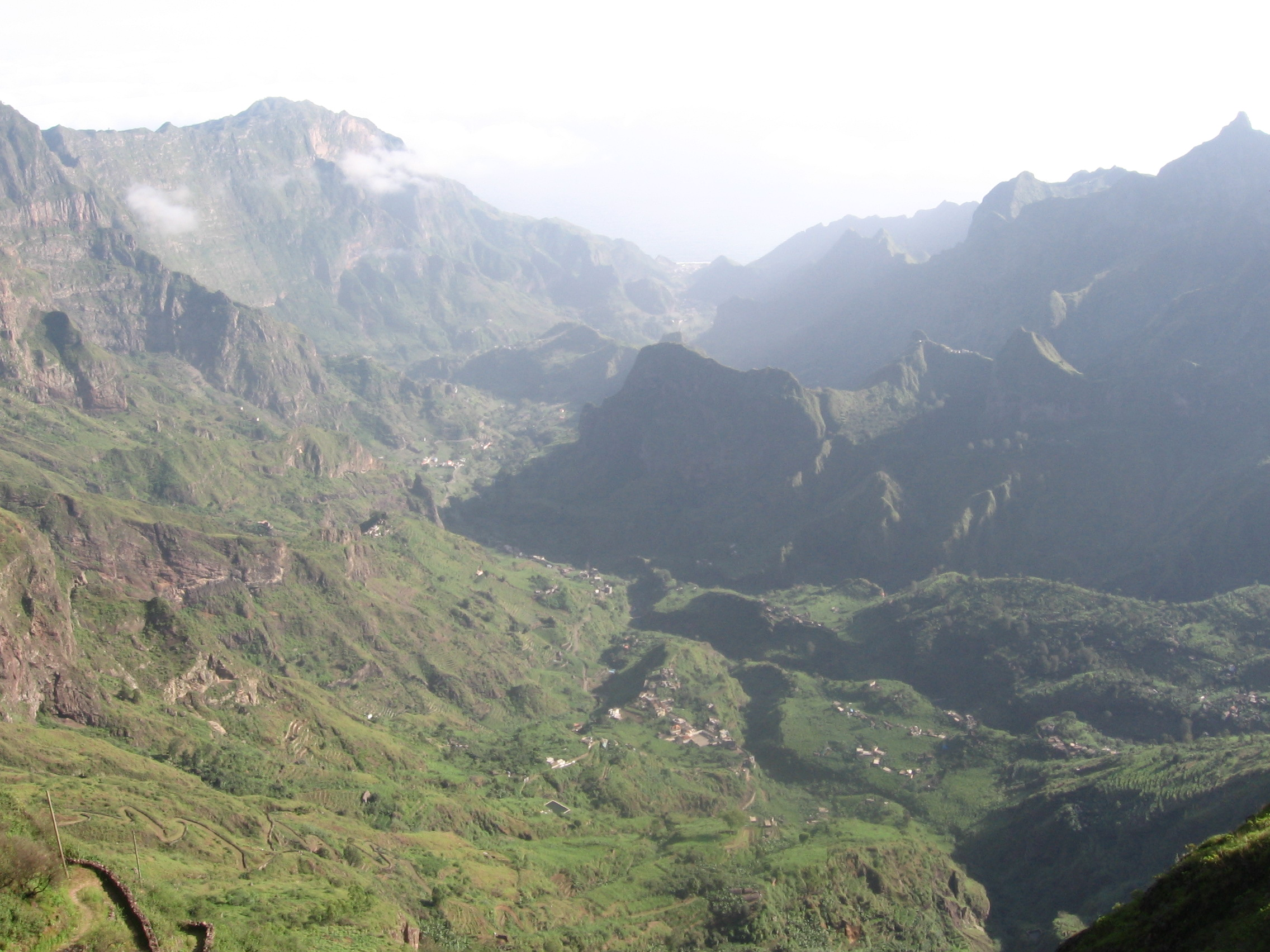
Ribeira do Paul

- Ribeira Grande de Santiago/Ribeira Cadacina
- Ribeira Principal
- Ribeira Seca
- Ribeira da Trindade

Santo Antão
- Ribeira de Alto Mira
- Ribeira da Cruz
- Ribeira da Garça
- Ribeira Grande
- Ribeira da Janela
- Ribeira das Patas
- Ribeira do Paul
- Ribeira da Torre

São Vicente
- Ribeira do Calhau
- Ribeira de Julião

## Bron
- Dit artikel of een eerdere versie ervan is een (gedeeltelijke) vertaling van het artikel List of streams of Cape Verde op de Engelstalige Wikipedia, dat onder de licentie Creative Commons Naamsvermelding/Gelijk delen valt. Zie de bewerkingsgeschiedenis aldaar.